# Haliotinella
Haliotinella là một chi ốc biển săn mồi, là động vật thân mềm chân bụng sống ở biển trong họ Naticidae, họ ốc mặt trăng.

## Các loài
Các loài thuộc chi Haliotinella bao gồm:
- Haliotinella patinaria Guppy, 1876[2]